# Lautaro de Buin
Lautaro de Buin es un club de fútbol de Chile, con sede en la ciudad de Buin, Región Metropolitana de Santiago. El club fue fundado el 1 de febrero de 1923 y en la temporada 2025 jugará en la Tercera División A.
Durante varias décadas animó las competencias amateur del fútbol nacional, al participar de la División de Honor Amateur, el Regional Zona Central, la Tercera División y la Cuarta División. Su gran paso al profesionalismo lo dio en 2018, cuando logró ganar un ascenso a la Segunda División Profesional.
Su clásico rival en la era amateur fue Tricolor Municipal de Paine, elenco con el que disputaba el clásico de la provincia de Maipo.

## Historia

### Era amateur y Tercera División
Lautaro de Buin fue fundado el 1 de febrero de 1923, y se afilió a la Asociación San Bernardo, en donde estuvo hasta que se formó la Asociación Buin el 12 de noviembre de 1941. Entre los años 1951 y 1953 participó en la División de Honor Amateur (DIVHA), y entre los años 1956 a 1980 en el Campeonato Regional Zona Central, donde conquistó el título de 1960.
En 1975 postuló para participar de la Segunda División, pero la Asociación Central de Fútbol finalmente se inclinó por aceptar el ingreso de Soinca Bata de Melipilla.
Luego, participó en la Tercera División 1981, la primera edición de la recién creada categoría. Desde entonces estuvo presente en varias temporadas de la Tercera y Cuarta División del balompié nacional, con regulares resultados. 
En tres ocasiones permaneció en receso, siendo la última la que comprendió las temporadas 2005 y 2008. En 2009 la Asociación Nacional de Futbol Amateur (ANFA) aceptó su postulación a la Tercera B, que por entonces correspondía a la cuarta división del fútbol nacional.
Disputó la Copa Absoluta 2015 como equipo de la Tercera B, y tan buena fue su campaña al caer en semifinales contra el, a la postre, campeón Deportes Rengo, que al ser el equipo de Tercera B con mejor rendimiento obtuvo un cupo de ascenso de categoría. En la edición siguiente, Lautaro alcanzó el subcampeonato tras perder la final ante Colina, por un marcador global de 3-1, por lo que recibió dos puntos de bonificación para la Tercera A 2016, en donde el club acabó en quinta ubicación.
Los metropolitanos lograron la clasificación para la Copa Chile 2018, enfrentándose ante Deportes La Serena en Primera Fase. En el partido de ida, disputado en el Estadio Municipal de San Bernardo, Lautaro consiguió un sorpresivo triunfo por 1-0, con gol de Claudio Fuentes. Pero en la vuelta, el club que en durante aquella temporada jugaba en la Primera B dio vuelta la llave y ganó como local por 3-0, eliminando a los "Toquis" del certamen.

### Ascenso al profesionalismo
Tras su sorprendente paso por la Copa Chile, el equipo se concentró en Tercera División A, donde logró un cupo en la Liguilla de Ascenso gracias a su buen rendimiento en la primera rueda. Luego de una cerrada lucha entre Athletic Club Colina y Deportes Limache, los de la Provincia de Maipo lograron el ascenso a la Segunda División Profesional y su primer título al vencer a Deportes Rengo.

### Segunda División Profesional (2019-2024)

#### Ingreso y primera temporada
El equipo debutó en el profesionalismo el 7 de abril de 2019 con un empate 1-1 ante Fernández Vial en el Estadio Ester Roa Rebolledo de Concepción. En aquella temporada terminó en el último puesto de la liguilla de descenso, pero finalmente no descendió debido a que el campeonato fue interrumpido por el estallido social.

#### Polémica y ascenso frustrado
En 2020 el club anunció como entrenador a Carlos Encinas, quien además compró un paquete accionario del club. De la mano de Encinas comenzaron el proceso de  reforzar su plantel con algunas figuras como Hans Martínez y Fernando Meneses. Tras la interrupción del torneo por la pandemia del coronavirus, los Toquis lograron consolidarse como punteros en una intensa lucha frente a Fernández Vial. El 8 de febrero de 2021 Lautaro logró ascender a la Primera B por primera vez en su historia, además de consagrarse campeón de la categoría, después de ganar por 1-2 a General Velásquez en el Estadio El Teniente de Rancagua, con un rendimiento del 71%.
El debut de los metropolitanos en el Campeonato del Ascenso debió ocurrir el lunes 5 de abril de 2021 frente a Deportes Santa Cruz, pero dos días antes la Segunda Sala del Tribunal de Disciplina de la Asociación Nacional de Fútbol Profesional (ANFP) decidió suspender su participación para revisar una denuncia en su contra por presentar documentación adulterada en los contratos de Hans Martínez y José Barrera, y la aparente no inscripción de la sociedad anónima en la Comisión para el Mercado Financiero (CMF). El 5 de mayo, debido a las denuncias, la Primera Sala del Tribunal de Disciplina de la ANFP decreta la expulsión de Lautaro de Buin del fútbol profesional.
Durante la emisión del programa del canal La Red "La Red Deportes" del 3 de mayo de 2021, el periodista Víctor Gómez denunció que Lautaro de Buin, estaría implicado en una red de corrupción y arreglos de partidos, durante el torneo de Segunda División 2020. Los partidos en cuestión serían la victoria de Lautaro de Buin por 3-0 sobre Deportes Colina por la fecha 14°, donde a un jugador se le habría ofrecido dinero por dejarse perder, además de un contrato para el próximo año, oferta hecha mediante un representante allegado a Lautaro de Buin; mientras que el segundo partido sería el empate a 2 goles entre Lautaro y Deportes Linares por la 19° fecha, donde al menos 4 jugadores del Depo se negaron a aceptar ofertas de contrato realizadas por vía telefónica hechas por un directivo y un representante. Por último, se dio a conocer la participación de un árbitro designado para dirigir cuatro partidos de Lautaro en el mencionado torneo, donde según las estadísticas, el juez cuestionado pudo haber favorecido de forma deliberada a Lautaro de Buin, aunque su campo de acción pudo exceder a otros equipos y otros encuentros de la categoría. Encinas se refirió a las acusaciones como "infundadas, irrespetuosas, groseras y de muy mal gusto (...) Yo no soy Jadue", indicando además que todo esto es una movida de Fernández Vial para enlodar el título de Lautaro, además de prometer acciones legales contra quienes realizaron la denuncia.
El 5 de mayo de 2021 la Primera Sala del Tribunal de Disciplina de la ANFP determinó expulsar al club, acusándolo de presentar documentación falsa, en los contratos de los jugadores Martínez y Barrera. Además, al club se le investiga por su supuesta participación, en hechos de sobornos a jugadores de equipos rivales.
Finalmente, el 10 de junio de 2021 se resolvió que se le restarán seis puntos, de su anterior campaña en la Segunda División Profesional como castigo, a cambio de revertir su desafiliación, permitiéndole volver al fútbol profesional, pero se mantiene en la Segunda División Profesional, otorgándole el título y el ascenso a la Primera B a Fernández Vial.

### Regreso a la Tercera División (2025-presente)
Tras una temporada 2024 en Segunda División con 15 derrotas en 26 partidos jugados, y ocupando la plaza número 13 de 14, el equipo desciende a la Tercera División A del futbol chileno para la temporada 2025 junto a Fernandez Vial, quien ocupó la plaza número 14. A pesar de haber estado fuera, de los puestos de descenso durante toda la temporada, a excepción de las dos últimas jornadas, las cuatro derrotas consecutivas en los últimos cuatro encuentros del torneo, alejaron las posibilidades de permanencia y el equipo de Buin, puso fin a seis años en la Segunda División Profesional del fútbol nacional.

## Escudo
Proviene del líder militar mapuche Lautaro, quien se destacó en la Guerra de Arauco durante la primera fase de la conquista española al territorio chileno.

## Uniforme

### Uniforme titular
| 2019 | 2020-21 | 2022 |

### Uniforme alternativo
| 2019 | 2020-21 | 2022 |

### Tercer uniforme
| 2020-21 |

### Indumentaria
| Período   | Proveedor |
| --------- | --------- |
| 2014-2015 | Dalponte  |
| 2016      | Givova    |
| 2017      | Wall      |
| 2018-2019 | TDeportes |
| 2020-2023 | Training  |
| 2024      | Playmaker |
| 2025-     | Toqui     |

| Período   | Patrocinador |
| --------- | ------------ |
| 2014-2015 | Casas Buin   |
| 2016      | Buin         |
| 2017      | Coliseo      |
| 2020      | Friofort     |
| 2020-2023 | Pasto        |
| 2024      | Be Pro       |
| 2025-     | Pasto        |

## Datos del club
- Temporadas en Segunda División: 6 (2019-2024)
- Temporadas en División de Honor Amateur: 1 (1952)
- Temporadas en Regional Zona Central: 25 (1956-1980)
- Temporadas en Tercera División A: 15 (1981-1988, 2003-2004, 2015-2018, 2025-)
- Temporadas en Tercera División B: 11 (1991-1993, 2001-2002, 2009-2014)
- Participaciones en Copa Chile: 9 (2009, 2010, 2011, 2018, 2019, 2021, 2022, 2023, 2024)

## Jugadores

### Plantilla 2025
- Por disposición de la ANFP, los equipos chilenos en la Segunda División Profesional están limitados a tener en su plantel un máximo de tres futbolistas extranjeros, excluidos aquellos registrados en el Fútbol Formativo.
- Por disposición de la ANFP, el número de las camisetas no puede sobrepasar al número de jugadores inscritos.
- Por disposición de la ANFP el plantel debe utilizar al menos 1638 minutos a juveniles chilenos (nac. 1 de enero de 2003).

### Altas 2024
| Jugador           | Posición      | Procedencia           | Tipo     |
| ----------------- | ------------- | --------------------- | -------- |
| Joaquín Garcia    | Portero       | Audax Italiano        |          |
| Carlos Rodríguez  | Defensa       | General Velásquez     |          |
| Eduardo Vidal     | Defensa       | Deportes Puerto Montt |          |
| Rodrigo Padilla   | Defensa       | Deportes Concepción   |          |
| Bernardo Mendoza  | Defensa       | Deportes Melipilla    |          |
| Alejandro Vásquez | Defensa       | Agente libre          |          |
| Francisco Lara    | Mediocampista | Deportes Concepción   |          |
| Simón Arias       | Mediocampista | Trasandino            |          |
| Maykol Sánchez    | Mediocampista | Deportes Antofagasta  | Préstamo |
| Matías Fredes     | Delantero     | Deportes Antofagasta  | Préstamo |
| Mauricio Flores   | Delantero     | Deportes Limache      |          |
| Luis Silva        | Delantero     | Provincial Ovalle     |          |
| Giovanni Bustos   | Delantero     | Provincial Ovalle     |          |
| Álvaro López      | Delantero     | Agente libre          |          |

### Bajas 2024
| Jugador          | Posición      | Destino            | Tipo |
| ---------------- | ------------- | ------------------ | ---- |
| Kevin Hidalgo    | Defensa       | San Antonio Unido  |      |
| Reinaldo Ahumada | Defensa       | Unión San Felipe   |      |
| Sebastián Pino   | Mediocampista | Unión San Felipe   |      |
| René Meléndez    | Mediocampista | Deportes La Serena |      |
| Misael Llantén   | Mediocampista | Barnechea          |      |
| Diego Cuellar    | Delantero     | San Antonio Unido  |      |

## Entrenadores

### Cronología
- Juan Machuca (2009-2011)
- Guillermo Araya (2012)
- Juan Soto (2013)
- Cristián Saavedra (2013)
- Jorge Guzmán (2014-2015)
- Diego Martínez (2015)
- Fabián Bravo (2015)
- Pablo Galdames (2015-2017)
- Álvaro Muñoz (2018)
- Ítalo Pinochet (2018-2019)
- Jorge Miranda (2019)
- Carlos Encinas (2020-2024)
- Mario Rivera y  Héctor Ortiz (2024)
- Carlos Encinas (2024-)

## Palmarés

### Torneos locales
- Campeonato Regional Zona Central (1): 1960.[3]

### Torneos nacionales
- Tercera División A de Chile (1): 2018
- Torneo de Apertura de Tercera División (1): 1984
- Subcampeón de Segunda División Profesional de Chile (1): 2020
- Subcampeón de Tercera División A de Chile (1): 1982
- Subcampeón de Cuarta División de Chile (1): 2002
- Subcampeón de Copa Absoluta (1): 2016